# Juliusz Paweł Schauder
Juliusz Paweł Schauder (Юлій Павло Шаудер; Leopoli, 21 settembre 1899 – Leopoli, 1943) è stato un matematico polacco di origine ebraica.

## Biografia
Noto per il suo lavoro in analisi funzionale, equazioni differenziali alle derivate parziali e fisica matematica. Venne ucciso dalla Gestapo.
Schauder è noto soprattutto per il suo teorema di punto fisso che è uno strumento importante per dimostrare l'esistenza di soluzioni per varie classi di problemi, la base di Schauder (una generalizzazione di una base ortonormale dagli spazi di Hilbert agli spazi di Banach), e il principio di Leray-Schauder, un metodo per stabilire l'esistenza di soluzioni di equazioni differenziali alle derivate parziali attraverso stime a priori.